# Indianapolis 500 in 2010
De 94e Indianapolis 500 werd gereden op zondag 30 mei 2010. Het was de vijftiende keer dat de race op de kalender stond van de IndyCar Series en het was de zesde race uit de IndyCar Series van 2010. Brits coureur Dario Franchitti won de race voor de tweede keer in zijn carrière na zijn overwinning uit 2007.

## Startgrid

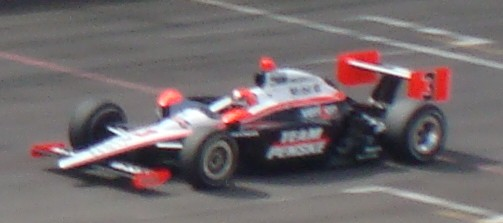
Hélio Castroneves vertrok vanaf poleposition.

Hélio Castroneves won op 22 mei de poleposition. Jay Howard, Paul Tracy, Jaques Lazier, Milka Duno en A.J. Foyt IV konden zich niet kwalificeren voor de race.
| Rij | Binnen              | Midden           | Buiten             |
| --- | ------------------- | ---------------- | ------------------ |
| 1   | Hélio Castroneves   | Will Power       | Dario Franchitti   |
| 2   | Ryan Briscoe        | Alex Tagliani    | Scott Dixon        |
| 3   | Graham Rahal        | Ed Carpenter     | Hideki Muto        |
| 4   | Townsend Bell       | Justin Wilson    | Raphael Matos      |
| 5   | Mario Moraes        | Davey Hamilton   | Mike Conway        |
| 6   | Marco Andretti      | Ryan Hunter-Reay | Dan Wheldon        |
| 7   | Ernesto Viso        | Tomas Scheckter  | Ana Beatriz        |
| 8   | Simona De Silvestro | Danica Patrick   | Bertrand Baguette  |
| 9   | Bruno Junqueira     | Alex Lloyd       | Mario Romancini    |
| 10  | John Andretti       | Sarah Fisher     | Vitor Meira        |
| 11  | Takuma Sato         | Tony Kanaan      | Sebastian Saavedra |

## Race

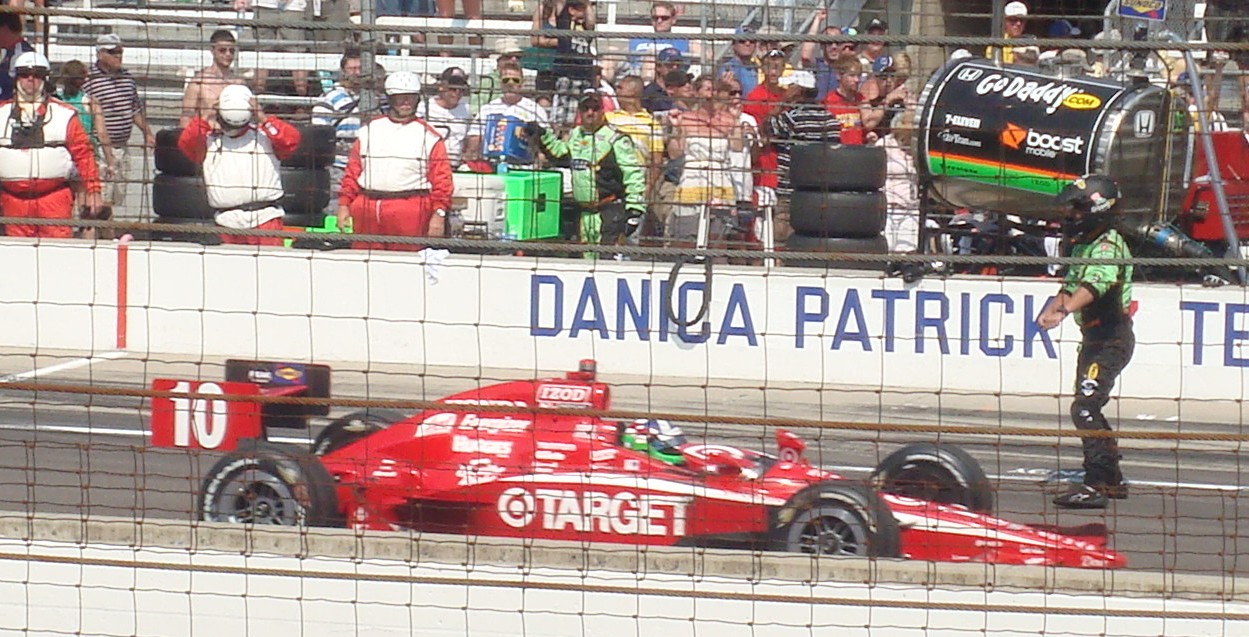
Dario Franchitti na zijn overwinning.

Dario Franchitti leidde 155 ronden en won de race.
| #                                                                            | Coureur                 | Auto          | Team                          | Ronden | Opgave     |
| ---------------------------------------------------------------------------- | ----------------------- | ------------- | ----------------------------- | ------ | ---------- |
| 1                                                                            | Dario Franchitti        | Dallara-Honda | Chip Ganassi Racing           | 200    |            |
| 2                                                                            | Dan Wheldon             | Dallara-Honda | Panther Racing                | 200    |            |
| 3                                                                            | Marco Andretti          | Dallara-Honda | Andretti Autosport            | 200    |            |
| 4                                                                            | Alex Lloyd              | Dallara-Honda | Dale Coyne Racing             | 200    |            |
| 5                                                                            | Scott Dixon             | Dallara-Honda | Chip Ganassi Racing           | 200    |            |
| 6                                                                            | Danica Patrick          | Dallara-Honda | Andretti Autosport            | 200    |            |
| 7                                                                            | Justin Wilson           | Dallara-Honda | Dreyer & Reinbold Racing      | 200    |            |
| 8                                                                            | Will Power              | Dallara-Honda | Penske Racing                 | 200    |            |
| 9                                                                            | Hélio Castroneves       | Dallara-Honda | Penske Racing                 | 200    |            |
| 10                                                                           | Alex Tagliani           | Dallara-Honda | Fazzt Race Team               | 200    |            |
| 11                                                                           | Tony Kanaan             | Dallara-Honda | Andretti Autosport            | 200    |            |
| 12                                                                           | Graham Rahal            | Dallara-Honda | Rahal Letterman Racing        | 200    |            |
| 13                                                                           | Mario Romancini (R)     | Dallara-Honda | Conquest Racing               | 200    |            |
| 14                                                                           | Simona De Silvestro (R) | Dallara-Honda | HVM Racing                    | 200    |            |
| 15                                                                           | Tomas Scheckter         | Dallara-Honda | Dreyer & Reinbold Racing      | 199    |            |
| 16                                                                           | Townsend Bell           | Dallara-Honda | Sam Schmidt Motorsports       | 199    |            |
| 17                                                                           | Ed Carpenter            | Dallara-Honda | Panther Racing                | 199    |            |
| 18                                                                           | Ryan Hunter-Reay        | Dallara-Honda | Andretti Autosport            | 198    | Ongeval    |
| 19                                                                           | Mike Conway             | Dallara-Honda | Dreyer & Reinbold Racing      | 198    | Ongeval    |
| 20                                                                           | Takuma Sato (R)         | Dallara-Honda | KV Racing                     | 198    |            |
| 21                                                                           | Ana Beatriz (R)         | Dallara-Honda | Dreyer & Reinbold Racing      | 196    |            |
| 22                                                                           | Bertrand Baguette (R)   | Dallara-Honda | Conquest Racing               | 183    |            |
| 23                                                                           | Sebastian Saavedra (R)  | Dallara-Honda | Bryan Herta Autosport         | 159    | Ongeval    |
| 24                                                                           | Ryan Briscoe            | Dallara-Honda | Penske Racing                 | 147    | Ongeval    |
| 25                                                                           | Ernesto Viso            | Dallara-Honda | KV Racing                     | 139    | Ongeval    |
| 26                                                                           | Sarah Fisher            | Dallara-Honda | Sarah Fisher Racing           | 125    | Ongeval    |
| 27                                                                           | Vitor Meira             | Dallara-Honda | A.J. Foyt Enterprises         | 105    | Ongeval    |
| 28                                                                           | Hideki Mutoh            | Dallara-Honda | Newman-Haas-Lanigan Racing    | 76     | Mechanisch |
| 29                                                                           | Raphael Matos           | Dallara-Honda | De Ferran Luczo Dragon Racing | 72     | Ongeval    |
| 30                                                                           | John Andretti           | Dallara-Honda | Andretti Autosport            | 62     | Ongeval    |
| 31                                                                           | Mario Moraes            | Dallara-Honda | KV Racing                     | 17     | Ongeval    |
| 32                                                                           | Bruno Junqueira         | Dallara-Honda | Fazzt Race Team               | 7      | Ongeval    |
| 33                                                                           | Davey Hamilton          | Dallara-Honda | De Ferran Luczo Dragon Racing | 0      | Ongeval    |
| Gemiddelde snelheid : 260,107 km/h - Snelste ronde : Will Power, 362,25 km/h |                         |               |                               |        |            |
| Aantal neutralisaties : 9 (44 van de 200 ronden in totaal)                   |                         |               |                               |        |            |